# Телецентр (станція монорейки)
55°49′18″ пн. ш. 37°36′32″ сх. д. / 55.82167° пн. ш. 37.60889° сх. д.
«Телецентр» — станція Московської монорейки. Розташована між станціями «Вулиця Милашенкова» та «Вулиця Академіка Корольова», на території району «Останкінський» Північно-Східного адміністративного округу міста Москви.

## Технічна характеристика
Конструкція станції — естакадна з острівної платформою, споруджена за індивідуальним проектом.

## Розташування
Розташована між головним входом у Телецентр та Останкінським ставом.

## Пересадки
- Автобуси:м2, 311, 524, 561, с585, т36, т73, н9
- Останкіно